# Iwakura Takayuki
Takayuki Iwakura (sinh ngày 4 tháng 8 năm 1977) là một cầu thủ bóng đá người Nhật Bản.

## Sự nghiệp câu lạc bộ
Takayuki Iwakura đã từng chơi cho Júbilo Iwata.